# Rhynchobatus mononoke
Rhynchobatus mononoke — вид скатів родини Rhinidae. Описаний у 2020 році.

## Назва
Видова назва mononoke походить від яп. も の の け, що означає «примара». Вид названий так тому, що знизу риба схожа на примар з японської міфології.

## Поширення
Скат поширений на північному заході Тихого океану біля узбережжя Південної Японії. Більшість попередніх записів Rhynchobatus в японських водах були ідентифіковані як Rhynchobatus australiae.

## Опис
Тіло завдовжки до 2 м. Від споріднених видів відрізняється поєднанням тупої клиноподібної морди, закруглених спинних плавників, першого спинного плавця, який бере початок приблизно на рівні тазового плавця, а також зовнішньої складки на задньому краї спіралі, що вираженіша, ніж внутрішня складка. На спині по боках позаду голови має по одній чорній плямі, за якими слідує поодинока біла пляма. Також є велика чорна пляма на нижній частині морди. Відсутні виразні білі плями дистально на грудному диску, які є в Rhynchobatus australiae.